# Les Avenières
Les Avenières este o comună în departamentul Isère din sud-estul Franței. În 2009 avea o populație de 3.186 de locuitori.

## Evoluția populației
| An        | 1975  | 1982  | 1990  | 1999  | 2006  | 2009  |
| --------- | ----- | ----- | ----- | ----- | ----- | ----- |
| Populație | 2.437 | 2.795 | 2.804 | 2.705 | 3.007 | 3.186 |